# André Lwoff
André Michael Lwoff (8. květen 1902 Ainay-le-Château, Auvergne – 30. září 1994 Paříž) byl francouzský mikrobiolog, virolog, genetik a protozoolog židovského původu. Roku 1965 získal Nobelovu cenu za fyziologii nebo lékařství (spolu s François Jacobem a Jacquesem Monodem), a to za výzkum genetické regulace proteosyntézy, tedy syntézy tzv. provirů. To jsou viry, jejichž nukleová kyselina se v určitém stadiu životního cyklu vkládá do genomu hostitelské buňky. Byl prvním biologem, který jasně vymezil molekulární a biochemické rozdíly mezi viry a ostatními formami života.

## Život
Byl žákem protistologa Edouarda Chattona, který kdysi zavedl pojmy prokaryota a eukaryota. Ten ho navedl ke zkoumání diverzity protistních organismů, ale Lwoff se nakonec vydal jiným směrem, ke zkoumání virů.
Nejprve zkoumal problém lyzogenie, tedy situace, kdy virus hostitelskou buňku neničí, ale volí strategii tzv. proviru a integruje se do hostitelské DNA. Roku 1953 při té příležitosti poprvé viry definoval, prozatím předběžným způsobem.
Poté, placen Americkou národní nadací pro postižené dětskou obrnou, přesunul svůj zájem na studium poliovirů. Výsledkem byl mimo jiné článek Pojetí viru z roku 1957, v němž viry poprvé jednoznačně odlišil od bakterií. Lwoff virus definoval jako výhradně nebuněčnou entitu obsahující pouze jeden druh nukleové kyseliny uzavřený v proteinovém obalu, entitu, která se nedokáže množit dělením jako buňky, což ji nutí být vnitrobuněčným parazitem.
Definoval též některé základní pojmy současné virologie, jako profág, provirus, virion nebo kapsida.